# Cisternes-la-Forêt
Cisternes-la-Forêt település Franciaországban, Puy-de-Dôme megyében. Lakosainak száma 450 fő (2022. január 1.). Cisternes-la-Forêt Bromont-Lamothe, Combrailles, Gelles, La Goutelle, Pontaumur, Prondines és Saint-Hilaire-les-Monges községekkel határos.

## Népesség
A település népességének változása:
| Lakosok száma | 478  | 472  | 471  | 461  | 462  | 463  | 464  | 457  | 450  |
|               | 2013 | 2015 | 2016 | 2017 | 2018 | 2019 | 2020 | 2021 | 2022 |